# Feliks Hanusz
Feliks Hanusz (ur. w 1811 w Kamienicy, zm. w 9 grudnia 1876 w Bochni) – polski malarz, nauczyciel malarstwa i rysunku.
Pochodził z rodziny mieszczańskiej. W zakresie sztuk pięknych kształcił się w Wiedniu w drugiej połowie lat 30. Po studiach, od 1842 pracował w Tarnowie, utrzymując się z malarstwa oraz nauczania rysunku. W 1847 został zatrudniony przez Tarnowskich i przeprowadził się z Tarnowa do siedziby ich rodu w Dzikowie, gdzie wykonywał portrety rodzinne Tarnowskich, uczył ich dzieci oraz prowadził renowację zamkowej kolekcji malarskiej. Ponadto dzięki Tarnowskim odbył wtedy dwa wyjazdy studyjne do Monachium oraz Włoch celem zapoznania się z tamtejszym malarstwem. W 1850 z Dzikowa przeniósł się na Wołyń i kilka lat realizował tam zamówienia na portrety miejscowej szlachty. W 1862 osiadł na stałe w Bochni, zajmując się nauczaniem i pracując w zawodzie. Do jego uczniów należeli Józef Dziewoński (przed 1848) i Alfred Daun (po 1864).   
Hanusz tworzył przede wszystkim portrety, ponadto wykonywał liczne kopie obrazów innych autorów, jest też autorem płócien o tematyce religijnej dla kościołów i zakonów. Uprawiał głównie malarstwo olejne, choć znane są też jego pastele i rysunki. 
Od 1842 był żonaty z Julią z d. Bendykiewicz, ich synem był prawnik i samorządowiec Antoni Hanusz, a córkami Jadwiga (poślubiła Franciszka Haburę) oraz Maria, która została żoną Adolfa Vayhingera.
Na cmentarzu w Bochni zachował się grób jego i żony. 
Obrazy lub rysunki F. Hanusza znajdują się m.in. w kolekcjach muzeów narodowych w Krakowie, Warszawie, Kielcach i Wrocławiu oraz w Muzeum im. Stanisława Fischera w Bochni. 